# Pedaliodes serra
Pedaliodes serra är en fjärilsart som beskrevs av Otto Thieme 1905. Pedaliodes serra ingår i släktet Pedaliodes och familjen praktfjärilar. Inga underarter finns listade i Catalogue of Life.